# Escudo de Lillehammer

Escudo de Lillehammer.

El escudo de Lillehammer (Oppland, Noruega) fue aprobado por resolución real el 4 de abril de 1898. Fue diseñado por el artista Andreas Bloch (1860-1917). Muestra un soldado medieval en esquís con una lanza en la mano derecha y un escudo en la mano izquierda, sobre un campo de plata y azur (representando la nieve y el cielo, respectivamente). El escudo está rematado con una corona mural de tres torres.
El motivo, elegido en un concurso público, conmemora el viaje en esquís que realizaron en 1206, durante las guerras civiles noruegas, dos soldados de la facción birkebeiner resguardando al pequeño heredero Haakon Håkonsson a través del Gudbrandsdal (el distrito de Lillehammer) hasta Nidaros, para ponerlo a salvo de sus enemigos.
Al mismo tiempo, el escudo rinde tributo a la añeja tradición del esquí de fondo en Lillehammer, que celebra anualmente la llamada Carrera Birkebeiner, de 54 km.
- Datos: Q3740286